# Providence (Utah)
Pour les articles homonymes, voir Providence.
La ville de Providence est située dans le comté de Cache, dans l’État de l’Utah, aux États-Unis. Sa population s’élevait à 7 075 habitants lors du recensement de 2010, estimée à 7 441 habitants en 2017.

## Démographie
| Groupe            | Providence | Utah | États-Unis |
| ----------------- | ---------- | ---- | ---------- |
| Blancs            | 95,5       | 86,1 | 72,4       |
| Métis             | 1,5        | 2,7  | 2,9        |
| Autres            | 1,4        | 6,0  | 6,2        |
| Asio-Américains   | 1,0        | 2,0  | 4,8        |
| Océaniens         | 0,3        | 0,9  | 0,2        |
| Amérindiens       | 0,2        | 1,2  | 0,9        |
| Afro-Américains   | 0,1        | 1,1  | 12,6       |
| Total             | 100        | 100  | 100        |
|                   |            |      |            |
| Latino-Américains | 3,3        | 13,0 | 16,7       |

Selon l'American Community Survey pour la période 2010-2014, 95,52 % de la population âgée de plus de 5 ans déclare parler l'anglais à la maison, 2,33 % déclare parler l'espagnol et 2,15 % une autre langue.

## Source
- (en) Cet article est partiellement ou en totalité issu de l’article de Wikipédia en anglais intitulé « Providence, Utah » (voir la liste des auteurs).

1. ↑  (en) « Providence, UT Population - Census 2010 and 2000 », sur censusviewer.com.
2. ↑  (en) « Population of Utah - Census 2010 and 2000 », sur censusviewer.com.
3. ↑  (en) « Language spoken at home by ability to speak english for the population 5 years and over », sur factfinder.census.gov.